# Battlefield 2142
Battlefield 2142 – gra komputerowa z gatunku first person shooter, zaprojektowana przez firmę Digital Illusions CE. Jest to czwarta gra z serii Battlefield. Akcja umiejscowiona jest w XXII wieku, podczas nowej epoki lodowcowej. Od momentu jej wydania zostało rozegranych ponad milion rund.
Gra była głównie nastawiona na tryb wieloosobowy pozwalający maksymalnie na 64 osoby w jednej rozgrywce, jednak wprowadzono możliwość gry z piętnastoma botami w trybie Conquest. Posiada ona własny system rankingowy, pozwalający na śledzenie statystyk każdego gracza, podobny do tego z poprzedniej części, Battlefield 2. Znajdziemy w niej pełny wachlarz pojazdów niespotykanych poprzednio, jak i futurystycznych, śmiercionośnych broni (nadal są one oparte na standardowych pociskach balistycznych; nie znajdziemy tu choćby blasterów znanych z serii Gwiezdne wojny). W Battlefield 2142 został wprowadzony znany wcześniej system unlocków, czyli lepszych broni lub dodatków, odblokowywanych za każdym razem, gdy zdobędziemy jakieś odznaczenie. Electronic Arts wydał także dodatek zatytułowany Northern Strike, zawierający 3 nowe mapy, 10 unlocków i 2 nowe pojazdy. Na konferencji WWDC 2007 ogłoszona została premiera Battlefielda na komputery Macintosh w lipcu 2007.

## Fabuła
W 2106 świat ściął chłód. Po ponad stu latach waśni i niekończących się debat rządy krajów świata stanęły przed rzeczywistością globalnego ocieplenia – nadeszła nowa epoka lodowcowa.
Nadchodzące z północy burze i śniegi spowodowały, że posuwająca się naprzód czapa lodowa pochłaniała życiodajne surowce i miejsca zdatne do zamieszkania. Rozpoczęła się szaleńcza walka o przetrwanie. Małe konflikty przerodziły się w wielkie konfrontacje, gdy zdesperowane narody postanowiły zjednoczyć się, tworząc nowe supermocarstwa – siły EU dowodzone przez Europę, oraz rosyjsko-azjatycką armię PAC (ang. Pan Asian Coalition). Razem z tymi połączeniami nastąpiła konsolidacja najtęższych umysłów oraz surowców potrzebnych do wytworzenia nowych, śmiercionośnych technologii pola walki: Tytanów, gigantycznych pancerników posiadających kolosalną moc pozwalającą na zdominowanie nieba, oraz śmiertelnych, opancerzonych Mechów bojowych, zaprojektowanych do niszczenia piechoty.
Gdy nadszedł rok 2138, sześć światowych nacji było ciężko ufortyfikowanych, gotowych do walki pośród ostałych przed lodem lądów. Napięcie rosło z każdą chwilą, gdyż ziem możliwych do zamieszkania było coraz mniej. Oczekując inwazji Koalicji Panazjatyckiej na ciepłe jeszcze pola północnej Afryki, Unia Europejska skoncentrowała swoje siły nad Morzem Śródziemnym, gotowa, by wesprzeć Stany Zjednoczone Afryki. Dwie próby najazdu PAC-u na Egipt zdawały się potwierdzać jej podejrzenia, jednak były to tylko manewry mylące, mające na celu przykryć główny cel Koalicji, jakim było zniszczenie głównych jednostek EU, nadal stacjonujących w Europie.
Po pokonaniu sił europejskich i zajęciu tamtych terenów, Koalicja miała utorować sobie drogę do kluczowych ziem afrykańskich. W lutym 2142 roku Unia Europejska utworzyła „Wał Śródziemny” wzdłuż północnoafrykańskiego wybrzeża, stanowiący linie obronne od Maroka po Egipt. Jednocześnie, PAC opracowywał serię planów pod kodowymi nazwami „Kupalo”, „Dazhbog” i „Perun”, mających na celu rozproszenie wojsk EU w przygotowaniu na główną misję, Operację „Ojczyzna” (Operation „Motherland”), wielkoskalowy szturm na kontynent afrykański.

## Rozgrywka
Battlefield 2142 korzysta ze zmodyfikowanego, sztandarowego silnika Battlefield 2 i jest pierwszą grą w serii, w której nie spotkamy Stanów Zjednoczonych jako jednej ze stron konfliktu. Gra posiada dwa tryby rozgrywki, Conquest (Dominacja) i Tytan, w którym nad mapą pojawiają się olbrzymie statki, które trzeba zniszczyć rakietami z silosów poumieszczanych na polu walki i wysadzić go od środka. Ten drugi tryb walki można spotkać tylko w trybie wieloosobowym. Tryb Conquest wspiera do 64 graczy, podczas gdy Tytan tylko 48, z powodów wydajnościowych, jednak może być zmodyfikowany do wersji 64 graczy. Gra jednoosobowa pozwala na rozgrywkę 16 graczy, gdzie 15 to komputerowe boty.

### Klasy
W Battlefield 2142 znajdziemy cztery różne klasy na stanie obu armii: Zwiadowcę (Recon), Szturmowca (Assault), Inżyniera (Engineer) i Wsparcie (Support). Zwiadowca jest kimś w rodzaju snajpera-komandosa, może używać kamuflażu, min przeciwpiechotnych oraz materiałów wybuchowych RDX. Szturmowiec pełni rolę medyka, ma na stanie przenośny defibrylator, granaty dymne i podwieszane granatniki. Inżynier posiada narzędzie do naprawy pojazdów oraz bronie przeciwpancerne, ma dostęp do min ścigających pojazdy wroga i urządzeń saperskich. Żołnierz wsparcia dostarcza amunicji kompanom, ma dostęp do szerokiego wachlarza broni przeciwpiechotnych, takich jak wieżyczki automatycznie namierzające i likwidujące wrogów czy granaty powodujące spięcie w hełmach. Każda z profesji jest unikalna pod względem dostępnej broni i ogólnego wyposażenia, tylko niektóre z nich są wspólne, jak np. unlocki. Gracz ma też możliwość wyboru opancerzenia. Ciężki pancerz (domyślnie wybrany) oferuje lepszą ochronę przed obrażeniami, jednak zmniejsza dystans sprintu, podczas gdy lekki pancerz nie zapewnia tak dobrej ochrony, jednak pozwala biec dalej i szybciej regenerować siły. Unlocki można odblokowywać poprzez zdobywanie punktów za walkę i pracę zespołową. Unlocki dają dostęp do różnego rodzaju materiałów wybuchowych, gadżetów, albo po prostu lepszych broni. Całość oprawiona jest, jak w poprzedniej grze tej serii, systemem VOIP do komunikacji głosowej między graczami.